# 高坪站
- 關於韩国铁道公社庆北线已废止车站，請見「高坪站 (庆尚北道)」。
- 關於山西省晋城市境内一座太焦铁路车站，請見「高平站」。

高坪站位于湖北省恩施州建始县高坪镇，是宜万铁路上唯一一座四等站。本站于2019年6月6日动工，2020年10月1日投入使用，是宜万铁路2010年开通后唯一一座新增车站。站房面积约3,000平方米，以恩施土司楼为原型，提取土家族特色的屋顶飞檐翘角元素和干栏式建筑的木格栅立面肌理，候车区的吊顶、柱头、装饰风口等区域则融入西兰卡普图案，形成具有土家族特色的建筑形象。车站概算总投资约4亿元，设计年吞吐量50万人次，2021年上半年日均发送旅客423人次，而暑运高峰时期日发送旅客逾1,800人次。

## 车站周边
本站可方便周边建始、巴东、巫山3县12个乡镇60万居民出行。同时车站可辐射周边地心谷、野三峡2个4A级景区，以及3个3A级景区、3个特色旅游小镇，带动周边地区旅游业发展。